# Ordinary People
Ordinary People (br: Gente como a gente / pt: Gente vulgar) é um filme estadunidense de 1980, do gênero drama, dirigido por Robert Redford e com roteiro adaptado de romance homônimo de Judith Guest. O filme marca a estréia de Robert Redford na direção.

## Sinopse
Relata a transformação na vida de uma família causada por um acidente, que vitimou um dos filhos. Conrad, o irmão da vítima se sente culpado, acreditando ter sido o responsável pela tragédia, enquanto que Beth, a mãe, se esforça para manter as aparências, de modo que todos permaneçam unidos até o fim.

## Elenco principal
- Donald Sutherland .... Calvin Jarrett
- Mary Tyler Moore .... Beth Jarrett
- Judd Hirsch .... Dr. Tyrone C. Berger
- Timothy Hutton .... Conrad Jarrett
- M. Emmet Walsh .... treinador Salan
- Elizabeth McGovern .... Jeannine Pratt
- Dinah Manoff .... Karen
- Fredric Lehne .... Lazenby
- James Sikking .... Ray Hanley
- Basil Hoffman .... Sloan
- Scott Doebler .... Jordan 'Buck' Jarrett
- Quinn K. Redeker .... Ward
- Mariclare Costello .... Audrey
- Meg Mundy .... avó
- Elizabeth Hubbard .... Ruth

## Principais prêmios e indicações
Oscar 1981 (EUA)
- Vencedor de quatro prêmios, nas categorias de melhor filme, melhor diretor, melhor ator coadjuvante (Timothy Hutton) e melhor roteiro adaptado.
- Recebeu também indicações nas categorias de melhor atriz (Mary Tyler Moore) e melhor ator coadjuvante (Judd Hirsch).

Globo de Ouro 1981 (EUA)
- Venceu nas categorias de melhor filme - drama, melhor diretor, melhor atriz - drama (Mary Tyler Moore), melhor ator coadjuvante (Timothy Hutton) e melhor revelação masculina (Timothy Hutton).
- Recebeu ainda indicações nas categorias de melhor ator - drama (Donald Sutherland), melhor ator coadjuvante (Judd Hirsch) e melhor roteiro.

BAFTA 1982 (Reino Unido)
- Recebeu uma indicação na categoria de melhor atriz (Mary Tyler Moore).

Academia Japonesa de Cinema 1982 (Japão)
- Indicado na categoria de melhor filme estrangeiro.

Prêmio NYFCC 1980 (New York Film Critics Circle Awards, EUA)
- Venceu na categoria de melhor filme.